# Festuca ustulata
Festuca ustulata là một loài thực vật có hoa trong họ Hòa thảo. Loài này được (Hack. ex St.Yves) Markgr.-Dann. mô tả khoa học đầu tiên năm 1976.